# George Whelan Anderson junior

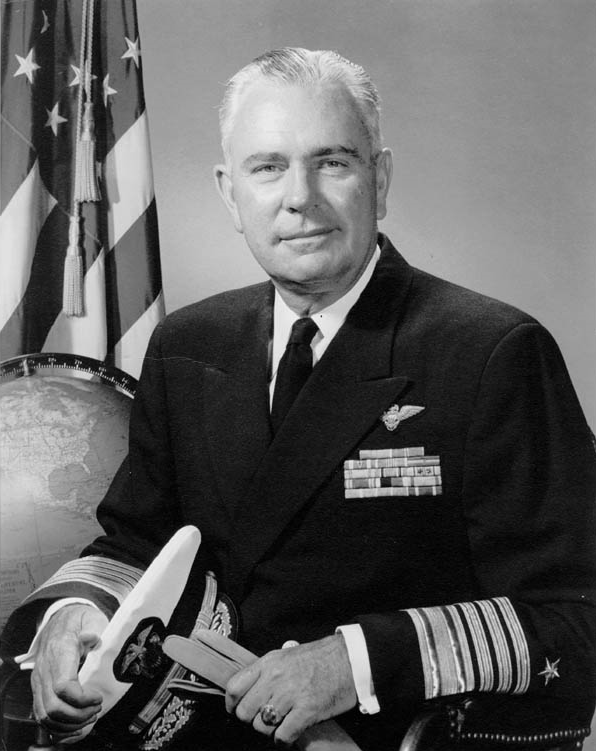
George W. Anderson jr. (1961)

George Whelan Anderson Junior (* 15. Dezember 1906 in Brooklyn, New York City; † 20. März 1992 in McLean, Virginia) war ein Admiral der US Navy, von 1961 bis 1963 der 16. Chief of Naval Operations und daher Oberbefehlshaber der Marinestreitkräfte während der Kubakrise.

## Militärische Laufbahn
Anderson trat 1923 in die US Naval Academy in Annapolis ein und schloss sie vier Jahre später ab. Er wurde Marineflieger. Im Zweiten Weltkrieg diente Anderson als Navigator auf der Yorktown. Nach dem Krieg wurde er Kommandant auf der Mindoro, dann auf der Franklin D. Roosevelt. Nach seinen Kommandos diente Anderson an Land als Assistent von Dwight D. Eisenhower bei der NATO und im Stab des Vorsitzenden der Joint Chiefs of Staff und des Kommandanten der Marinekräfte im Pazifik.
Als Flaggoffizier kommandierte Anderson die Task Force 77 und die Carrier Div 6. Am 1. August 1961 wurde Anderson schließlich auf den Posten des Chief of Naval Operations (CNO) berufen. Während seiner Zeit als CNO wurde die US Navy in der Kubakrise eingesetzt und erlitt mit dem Untergang des U-Bootes Thresher einen herben Rückschlag. Im Jahre 1963 wurde Anderson auf Grund seiner schlechten Beziehungen zu Verteidigungsminister Robert S. McNamara vom Posten des CNO abgelöst.

## Ziviles Leben
Präsident John F. Kennedy berief den Admiral als Botschafter der Vereinigten Staaten nach Portugal. Nach drei Jahren kehrte er nach Amerika zurück und war zwischen 1973 und 1977 Mitglied und später Vorsitzender des President’s Foreign Intelligence Advisory Board.
Nach seiner Pensionierung war er Vorsitzender der Lamar Corporation und war in mehreren Vorständen von Firmen vertreten.
Anderson war ein weiteres Mal verheiratet, nachdem seine erste Frau 1947 gestorben war. Er hatte zwei Söhne, eine Tochter und eine Stieftochter. Der Admiral starb am 20. März 1992 auf Grund einer kongestiven Herzinsuffizienz. Er ist auf dem Nationalfriedhof Arlington begraben.

## Auszeichnungen
Auswahl der Dekorationen, sortiert in Anlehnung der Order of Precedence of the Military Awards:
- Navy Distinguished Service Medal (2 x)
- Legion of Merit
- Bronze Star